# Eumunida laevimana
Eumunida laevimana är en kräftdjursart som beskrevs av Gordon 1930. Eumunida laevimana ingår i släktet Eumunida och familjen Chirostylidae. Inga underarter finns listade i Catalogue of Life.